# Oxetorone
Oxetorone (INN), dưới dạng oxetorone fumarate (USAN) (tên thương hiệu Nocertone, Oxedix), là một chất đối kháng serotonin, thuốc kháng histamine và thuốc chẹn alpha được sử dụng làm thuốc chống dị ứng.
Sự liên quan với tăng prolactin máu đã được mô tả.